# Use Me (álbum)
Use Me es el tercer álbum de la banda PVRIS. Fue lanzado el 28 de agosto de 2020 a través del sello discográfico Warner Records. El álbum incluye 11 canciones, tres de las cuales aparecen en Hallucinations (EP) lanzada a finales de 2019. Este fue el último álbum de la banda con el guitarrista Alex Babinski, quien fue despedido de la banda luego de acusaciones de conducta sexual inapropiada dos días antes del lanzamiento del álbum. También es su último álbum lanzado en este sello antes de que la banda firmara con Hopeless Records en 2023.

## Lanzamiento
Los sencillos "Death of Me" y "Hallucinations" se lanzaron originalmente en 2019 para el primer EP de la banda, Hallucinations (2019).
El 4 de marzo de 2020, se lanzó el sencillo "Dead Weight". Es el primer sencillo de Use Me lanzado aparte de Hallucinations. El 24 de abril, lanzaron el cuarto sencillo "Gimme a Minute" junto con un video musical con temática de ciencia ficción.

## Lista de canciones
| N.º | Título                   | Duración |  |
| 1.  | «Gimme a Minute»         | 3:28     |  |
| 2.  | «Dead Weight»            | 3:27     |  |
| 3.  | «Stay Gold»              | 4:00     |  |
| 4.  | «Good to Be Alive»       | 3:17     |  |
| 5.  | «Death of Me»            | 3:31     |  |
| 6.  | «Hallucinations»         | 3:43     |  |
| 7.  | «Old Wounds»             | 4:55     |  |
| 8.  | «Loveless»               | 3:49     |  |
| 9.  | «January Rain»           | 3:31     |  |
| 10. | «Use Me» (con 070 Shake) | 3:23     |  |
| 11. | «Wish You Well»          | 3:37     |  |

Edición de lujo
| Use Me – Deluxe edition |                                            |          |  |
| N.º                     | Título                                     | Duración |  |
| 12.                     | «Thank You» (concon Raye)                  | 3:32     |  |
| 13.                     | «Things Are Better» (Alt. Version)         | 2:59     |  |
| 14.                     | «Use Me» (conMija Remix) (con 070 Shake)   | 3:42     |  |
| 15.                     | «Dead Weight» (con (Nicole Moudaber Remix) | 3:45     |  |
| 16.                     | «Loveless (Lynn Mix)»                      | 3:25     |  |

## Personal
PVRIS
- Lynn Gunn – voz principal, guitarra
- Brian MacDonald – bajo, armonías vocales
- Alex Babinski – guitarra, teclados